# 氷見市

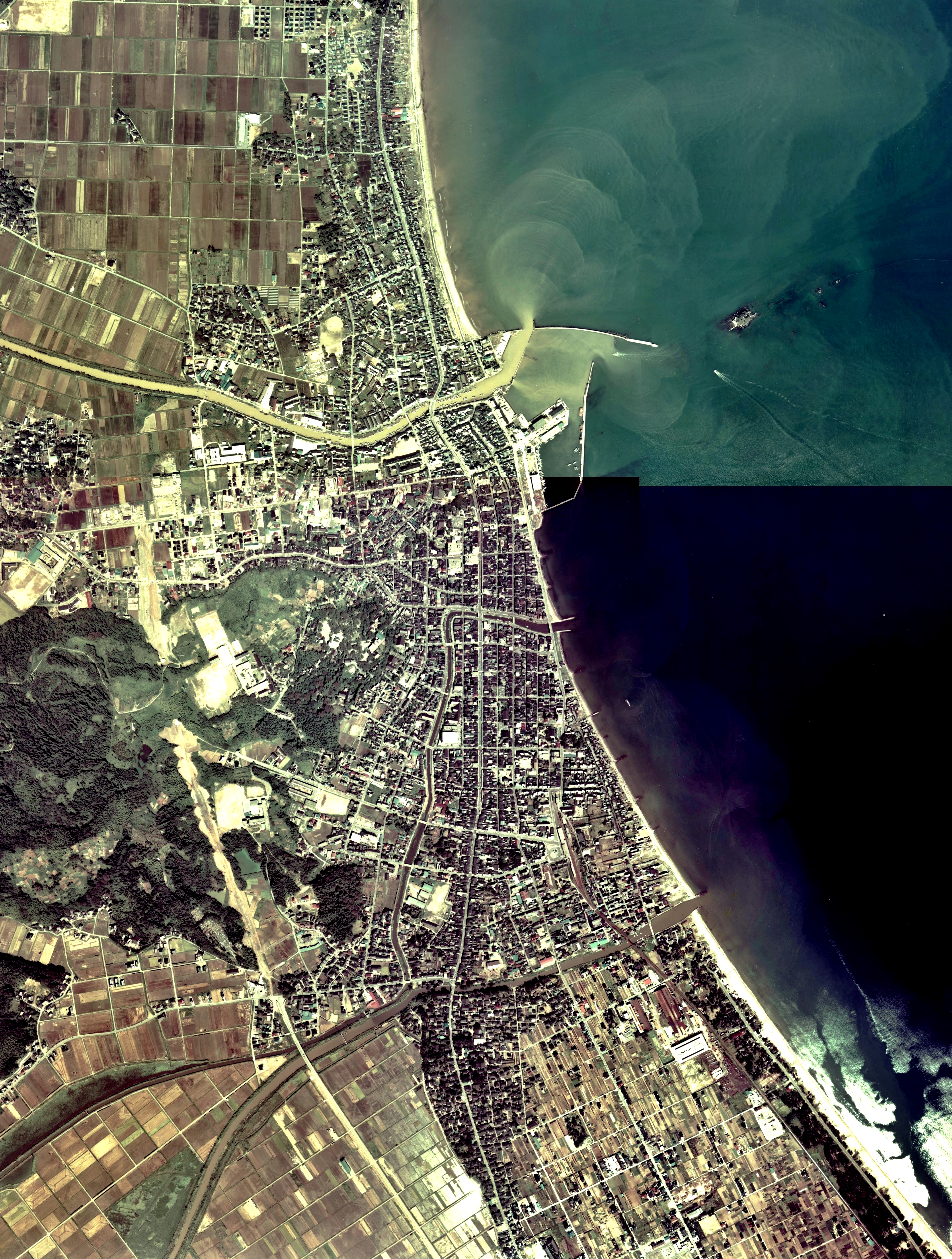
氷見市中心部周辺の空中写真。1975年撮影の4枚を合成作成。。

氷見市（ひみし）は、富山県の北西部に位置する市。能登半島の基部にあたり、市の東側は富山湾（有磯海）に面している。1952年（昭和27年）市制施行。

## 地理
北から西にかけての宝達丘陵が石川県との県境、南の二上山丘陵が高岡市との境界となっている。
- 最高地点（最高峰）柴山(513m)
標高は石動山(564m)の方が高いが、最高地点（山頂）は隣の中能登町に属する。
- 山: 平ノ山、蔵王山（赤坂山）、石動山、柴山、碁石ヶ峰、朝日山、御杯山、臼が峰、宝達山、三千坊山、三方峰、二上山、大師ヶ岳
- 河川: 上庄川、湊川、仏生寺川、余川川、阿尾川、宇波川
- 湖沼: 十二町潟
- 島: 虻ガ島、唐島、仏島

### 気候
| 氷見（1991年 - 2020年）の気候      | 氷見（1991年 - 2020年）の気候 | 氷見（1991年 - 2020年）の気候 | 氷見（1991年 - 2020年）の気候 | 氷見（1991年 - 2020年）の気候 | 氷見（1991年 - 2020年）の気候 | 氷見（1991年 - 2020年）の気候 | 氷見（1991年 - 2020年）の気候 | 氷見（1991年 - 2020年）の気候 | 氷見（1991年 - 2020年）の気候 | 氷見（1991年 - 2020年）の気候 | 氷見（1991年 - 2020年）の気候 | 氷見（1991年 - 2020年）の気候 | 氷見（1991年 - 2020年）の気候 |
| 月                                 | 1月                           | 2月                           | 3月                           | 4月                           | 5月                           | 6月                           | 7月                           | 8月                           | 9月                           | 10月                          | 11月                          | 12月                          | 年                            |
| ---------------------------------- | ----------------------------- | ----------------------------- | ----------------------------- | ----------------------------- | ----------------------------- | ----------------------------- | ----------------------------- | ----------------------------- | ----------------------------- | ----------------------------- | ----------------------------- | ----------------------------- | ----------------------------- |
| 最高気温記録 °C （°F）             | 17.5 (63.5)                   | 22.3 (72.1)                   | 25.4 (77.7)                   | 30.3 (86.5)                   | 31.7 (89.1)                   | 35.6 (96.1)                   | 37.3 (99.1)                   | 37.4 (99.3)                   | 36.5 (97.7)                   | 32.3 (90.1)                   | 27.1 (80.8)                   | 22.8 (73)                     | 37.4 (99.3)                   |
| 平均最高気温 °C （°F）             | 6.0 (42.8)                    | 6.9 (44.4)                    | 10.9 (51.6)                   | 16.3 (61.3)                   | 21.2 (70.2)                   | 24.4 (75.9)                   | 28.7 (83.7)                   | 30.4 (86.7)                   | 26.3 (79.3)                   | 21.0 (69.8)                   | 15.1 (59.2)                   | 9.1 (48.4)                    | 18.0 (64.4)                   |
| 日平均気温 °C （°F）               | 2.4 (36.3)                    | 2.6 (36.7)                    | 5.8 (42.4)                    | 10.8 (51.4)                   | 16.0 (60.8)                   | 20.2 (68.4)                   | 24.5 (76.1)                   | 25.8 (78.4)                   | 21.8 (71.2)                   | 16.0 (60.8)                   | 10.2 (50.4)                   | 5.0 (41)                      | 13.4 (56.1)                   |
| 平均最低気温 °C （°F）             | −0.7 (30.7)                   | −1.1 (30)                     | 1.1 (34)                      | 5.6 (42.1)                    | 11.3 (52.3)                   | 16.5 (61.7)                   | 21.1 (70)                     | 22.2 (72)                     | 18.0 (64.4)                   | 11.6 (52.9)                   | 5.8 (42.4)                    | 1.5 (34.7)                    | 9.4 (48.9)                    |
| 最低気温記録 °C （°F）             | −9.6 (14.7)                   | −10.0 (14)                    | −9.3 (15.3)                   | −3.4 (25.9)                   | 2.1 (35.8)                    | 7.7 (45.9)                    | 12.8 (55)                     | 12.8 (55)                     | 7.4 (45.3)                    | 0.5 (32.9)                    | −1.7 (28.9)                   | −7.0 (19.4)                   | −10.0 (14)                    |
| 降水量 mm （inch）                 | 242.3 (9.539)                 | 143.4 (5.646)                 | 135.6 (5.339)                 | 116.5 (4.587)                 | 110.2 (4.339)                 | 156.5 (6.161)                 | 229.3 (9.028)                 | 184.5 (7.264)                 | 192.2 (7.567)                 | 142.3 (5.602)                 | 217.3 (8.555)                 | 274.4 (10.803)                | 2,156.5 (84.902)              |
| 降雪量 cm （inch）                 | 111 (43.7)                    | 72 (28.3)                     | 11 (4.3)                      | 1 (0.4)                       | 0 (0)                         | 0 (0)                         | 0 (0)                         | 0 (0)                         | 0 (0)                         | 0 (0)                         | 0 (0)                         | 46 (18.1)                     | 239 (94.1)                    |
| 平均降水日数 （≥1.0 mm）           | 23.7                          | 18.2                          | 16.5                          | 12.2                          | 10.4                          | 10.5                          | 12.6                          | 9.5                           | 12.5                          | 12.9                          | 17.0                          | 22.8                          | 178.7                         |
| 平均月間日照時間                   | 59.5                          | 89.7                          | 145.6                         | 187.3                         | 213.2                         | 162.9                         | 163.9                         | 213.1                         | 149.5                         | 150.0                         | 106.5                         | 67.0                          | 1,708.1                       |
| 出典1：Japan Meteorological Agency |                               |                               |                               |                               |                               |                               |                               |                               |                               |                               |                               |                               |                               |
| 出典2：気象庁                      |                               |                               |                               |                               |                               |                               |                               |                               |                               |                               |                               |                               |                               |

### 隣接している自治体
- 富山県
  - 高岡市
- 石川県
  - 七尾市
  - 羽咋市
  - 羽咋郡宝達志水町
  - 鹿島郡中能登町

## 歴史
氷見の地名の由来について氷見市ホームページでは、1.古代、蝦夷防備の狼煙を監視する場所で、狼煙の火を見るところだから火見と言った。2.海をへだてて、立山連峰の万年雪が見えるところだから氷見と言った。3.海の漁り火が見えるところだから火見と言った。4.海が干し上がって、陸地になったところだから干海（ひみ）と呼んだ、等様々な説があると紹介している。
- 1889年（明治22年）4月1日 - 町村制の施行により、射水郡氷見町、朝日村、朝日新町村、池田新村、岩上村、大野新村の区域の一部、加納村の区域の一部及び鞍川村の区域の一部をもって、射水郡氷見町が発足する。
- 1896年（明治29年）3月29日 - 郡制の施行のため、射水郡の区域から分立して、氷見郡が発足により、氷見郡に所属となる。

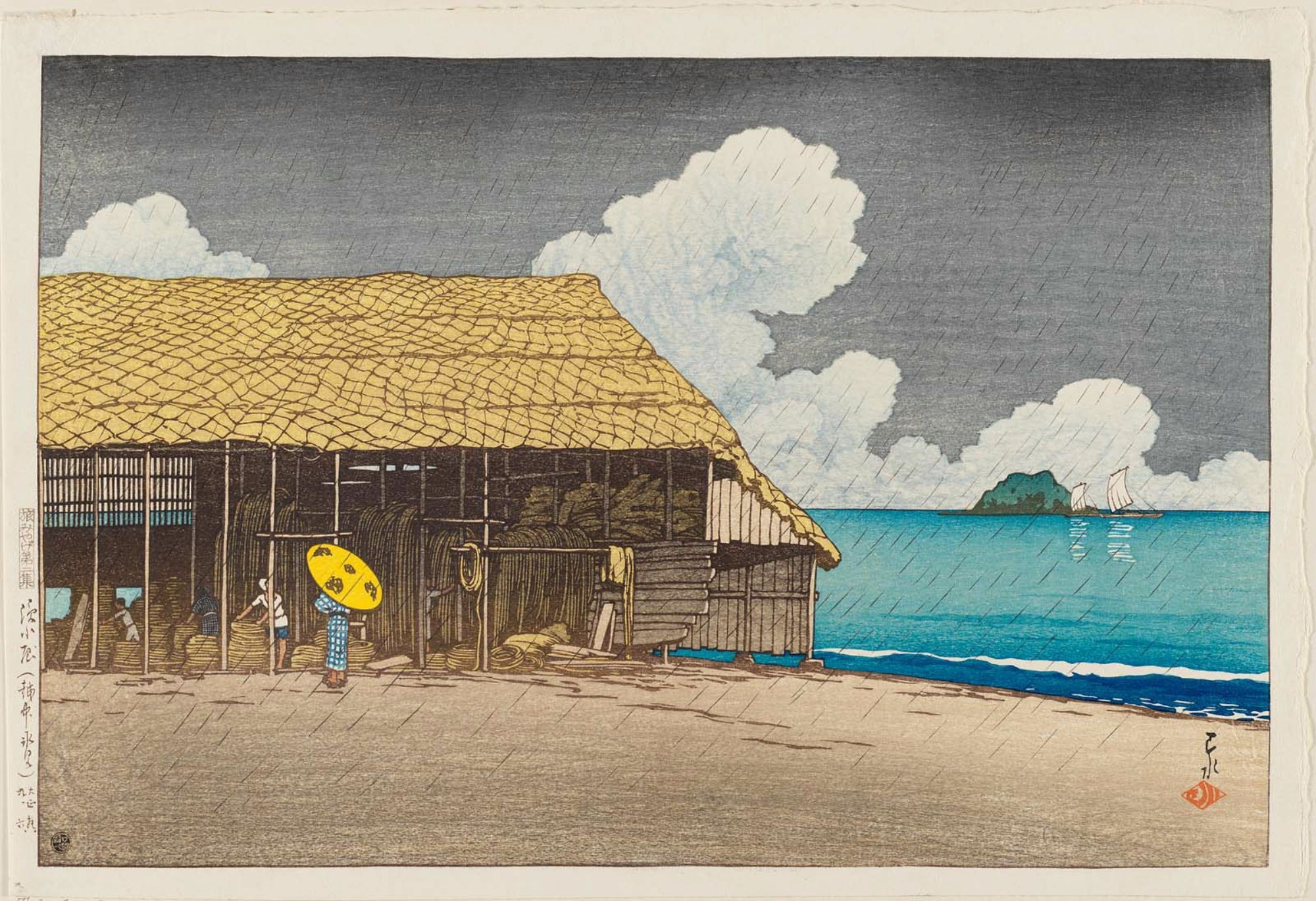
川瀬巴水「旅みやげ第二集」『浜小屋（越中氷見）』大正10年（1921年）

- 1923年（大正12年）3月7日 - 十二町潟のオニバスが天然記念物に指定される[4]。
- 1937年（昭和12年）12月末 - この時点での人口は14,851人、面積は2.27km2[5]。
- 1938年（昭和13年）9月6日 - 下伊勢町から出火。南東の風にあおられて市内に広がる大火となった（氷見町大火）。1500戸以上が焼失[6]。
- 1940年（昭和15年）
  - 4月1日 - 氷見郡加納村を編入する。
  - 10月1日 - 氷見郡稲積村を編入する。
- 1952年（昭和27年）8月1日 - 氷見郡氷見町が氷見郡碁石村、八代村及び余川村を編入する。同日、市制施行して、氷見市となる。当時の面積は57.52 km2、人口は1953年（昭和28年）3月時点で30,094人[7]。
- 1953年（昭和28年）
  - 11月1日 - 氷見郡窪村及び宮田村を編入する。
  - 12月1日 - 氷見郡上庄村及び熊無村を編入する。
- 1954年（昭和29年）4月1日 - 氷見郡阿尾村、藪田村、宇波村、女良村、久目村、神代村、十二町村、速川村、布勢村及び仏生寺村を編入する。最終的に高岡市に編入する太田村を除く氷見郡の全域が氷見市の区域となる。当時、1つの郡が1つの市になることは極めて異例だった。
- 1964年（昭和39年）5月 - 中町の郵便局前の交差点に市内初の交通信号灯（信号機）を設置[8]。
- 1982年（昭和57年）3月4日 - 氷見市教育文化センターオープン（氷見市立博物館や氷見市立図書館、中央公民館等の複合施設）。
- 1995年（平成7年）7月29日 - 「キットちゃん」を市のシンボルキャラクターに指定[9]。
- 1996年（平成8年）12月6日 - 国道160号氷見バイパス全線開通[10]。
- 1998年（平成10年）6月24日 - 柳田布尾山古墳が発見される[11]。
- 1999年（平成11年）11月16日 - 阿尾島田古墳群が発見される[12]。
- 2002年（平成14年） - 市制50周年・氷見青年会議所開所30周年を記念して「ひみキトキトまんが道大賞」を創設（2016年の第15回を最後に休止）。
- 2008年（平成20年）4月1日 - 金沢医科大学氷見市民病院が開院[13]。
- 2012年（平成24年）10月5日 - ひみ番屋街がオープン[14]
- 2014年（平成26年）
  - 4月 - 地元出身の漫画家・藤子不二雄Ⓐが2000年に「氷見フィッシャーマンズワーフ海鮮館」（2012年閉鎖）用にデザインした「ひみぼうずくん」が市の公式マスコットに指定される。
  - 5月7日 - 旧・富山県立有磯高等学校体育館および校舎に庁舎を移転[15][16]。
- 2022年（令和4年）10月8日 - 氷見市芸術文化館がオープンする[17]。
- 2024年（令和6年）1月1日 - 能登半島地震で震度5強を観測[18][注釈 1]。家屋の倒壊や断水といった被害が発生[19][20]。

かつて氷見町には電燈会社があった。松阪水力電気（本社三重県、社長才賀藤吉）が氷見電気より事業を譲受（許可1911年（明治44年）5月）し、氷見支社を設立。1911年7月事業を開始した。氷見町に発電所（瓦斯力）があり供給区域は氷見町、加納村、稲積村、窪村だった。現在は北陸電力の営業エリアである。

## 人口
| |                                        |  |
| 氷見市と全国の年齢別人口分布（2005年） | 氷見市の年齢・男女別人口分布（2005年） |  |
| ■紫色 ― 氷見市 ■緑色 ― 日本全国 | ■青色 ― 男性 ■赤色 ― 女性              |  |
| 氷見市（に相当する地域）の人口の推移 \| 1970年（昭和45年） \| 60,883人 \| \| \| 1975年（昭和50年） \| 61,789人 \| \| \| 1980年（昭和55年） \| 62,413人 \| \| \| 1985年（昭和60年） \| 62,112人 \| \| \| 1990年（平成2年） \| 60,766人 \| \| \| 1995年（平成7年） \| 58,786人 \| \| \| 2000年（平成12年） \| 56,680人 \| \| \| 2005年（平成17年） \| 54,495人 \| \| \| 2010年（平成22年） \| 51,726人 \| \| \| 2015年（平成27年） \| 47,992人 \| \| \| 2020年（令和2年） \| 43,950人 \| \| |                                        |  |
| 総務省統計局 国勢調査より |                                        |  |
| 1970年（昭和45年） | 60,883人                               |  |
| 1975年（昭和50年） | 61,789人                               |  |
| 1980年（昭和55年） | 62,413人                               |  |
| 1985年（昭和60年） | 62,112人                               |  |
| 1990年（平成2年） | 60,766人                               |  |
| 1995年（平成7年） | 58,786人                               |  |
| 2000年（平成12年） | 56,680人                               |  |
| 2005年（平成17年） | 54,495人                               |  |
| 2010年（平成22年） | 51,726人                               |  |
| 2015年（平成27年） | 47,992人                               |  |
| 2020年（令和2年） | 43,950人                               |  |

## 行政

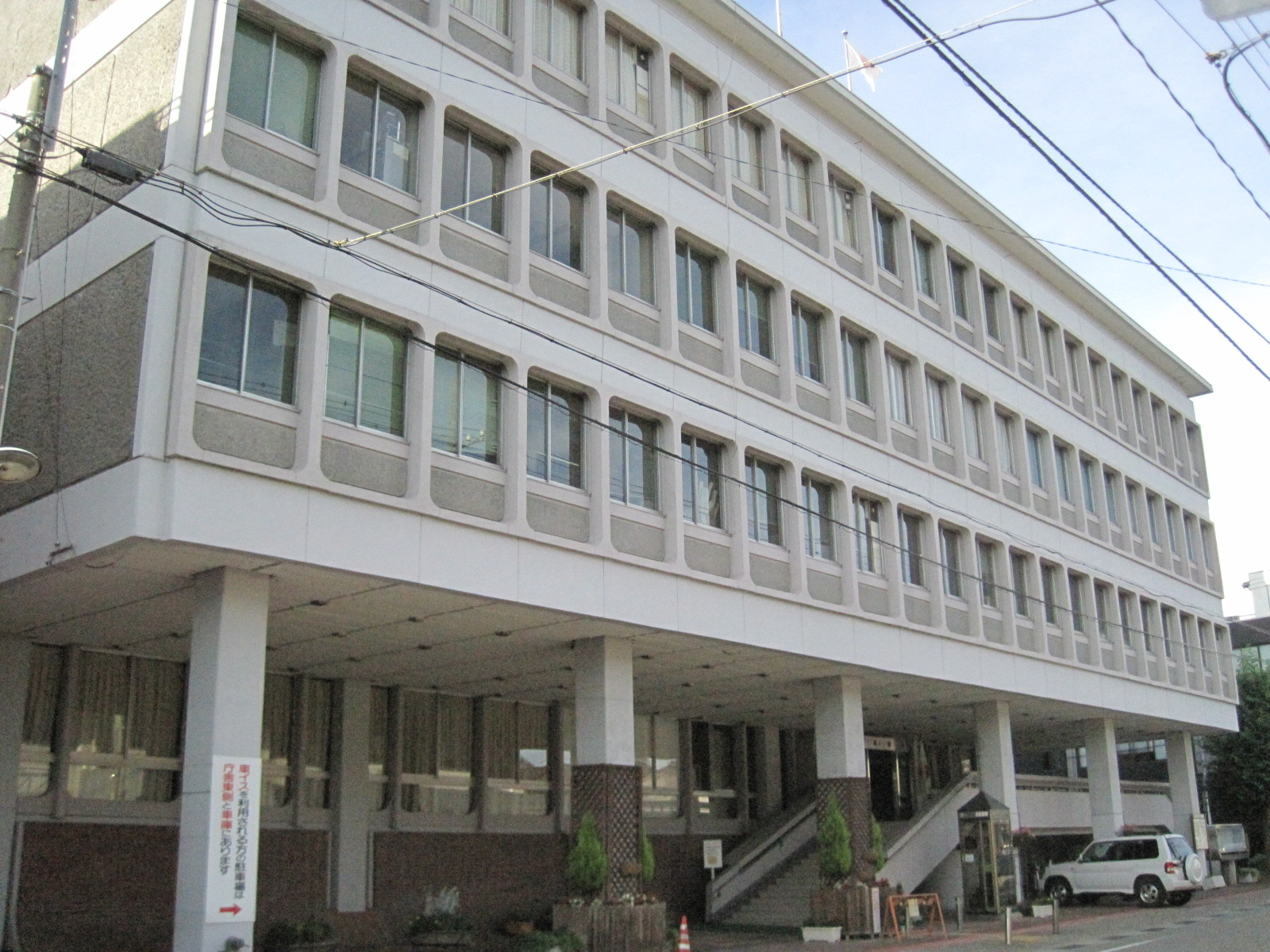
氷見市役所旧庁舎（2014年5月まで使用）

- 市長（第11代）：菊地正寛（2024年10月9日就任、1期目）

歴代市長
1. 大井義昌（1952年8月1日 - 1952年9月9日）
2. 堂故敏雄（1952年10月28日 - 1958年6月2日）
3. 片折十次郎（1958年.6月12日 - 1962年6月5日）
4. 堂故敏雄（1962年6月7日 - 1964年7月18日）
5. 堀埜豊一（1964年9月1日 - 1974年2月23日）
6. 茶谷一男（1974年4月7日 - 1990年.4月6日）
7. 七尾晶一朗（1990年4月7日 - 1998年4月6日）
8. 堂故茂（1998年4月7日 - 2013年4月1日）
9. 本川祐治郎（2013年4月7日 - 2017年4月6日）
10. 林正之（2017年4月7日 - 2024年10月8日）

氷見町時代の歴代町長
出典→
1. 南部治作（1889年6月12日 - 1891年8月21日）
2. 清水卯作（1892年6月4日 - 1894年10月26日）
3. 岩間菊太郎（1895年4月10日 - 1902年11月21日）
4. 加藤則有（1903年7月7日 - 1904年6月23日）
5. 長沢次右衛門（1904年10月28日 - 1906年11月11日）
6. 南清太郎（1906年12月7日 - 1914年12月6日）
7. 南清太郎（1915年2月24日 - 1916年5月10日）
8. 長沢市郎（1916年6月14日 - 1920年6月13日）
9. 大井義昌（1920年11月6日 - 1930年8月18日）
10. 神埜偗（1930年8月26日 - 1933年4月15日）
11. 本川藤三郎（1933年5月6日 - 1937年5月5日）
12. 堀埜与右衛門（1937年6月11日 - 1941年5月26日）
13. 堀埜与右衛門（1941年6月11日 - 1943年4月20日）
14. 星野健治（1943年5月5日 - 1946年1月22日）
15. 紺野元吉（1947年4月5日 - 1951年4月4日）
16. 大井義昌（1951年4月30日 - 1952年7月31日）

## 経済

### 産業構造
- 産業人口（2000年国勢調査）
  - 第一次産業就業人口　 1,950人
  - 第二次産業就業人口　12,678人
  - 第三次産業就業人口　15,229人

### 漁業・水産業
- 氷見漁港（第3種漁港）
- 阿尾漁港（第1種漁港）
- 宇波漁港（第1種漁港）
- 大境漁港（第1種漁港）
- 女良漁港（第1種漁港）
- 藪田漁港（第1種漁港）

### 製造業
小松製作所（元コマツキャステックス）、氷見村田製作所、三協立山など。

### 商業・観光
商店街を含む昔からの市街地は、氷見駅周辺から北へ海岸近くに延びている。藤子不二雄A（漫画家）の生家・光禅寺に近い比美町商店街では、藤子作品のギャラリーやキャラクター像を設置している。
ショッピングセンターとしては、以下の3店舗がある。
- ハッピータウン[26]
- イオンタウン氷見
- プラファ

1970年創業、1978年10月に鞍川地区に移転した『トーカマート・プラザ氷見店』→『サンパークひみ』の後継店舗として1993年6月に着工、同年12月3日にオープンしたワンフロア型店舗。1994年3月31日には、別棟の『ホームセンタームサシ』がオープンした。
この他、全国・地方チェーン店では、マックスバリュ、アルビス、ケーズデンキ、明文堂書店、TSUTAYA、ヤマダデンキ、大阪屋ショップなどが進出している。こうした大型店は氷見バイパス沿いに多い。
氷見漁港に併設された場外市場「ひみ番屋街」など海の幸、氷見温泉郷などを目当てに訪れる観光客も多い。

## マスメディア
- 能越ケーブルネット（ケーブルテレビ局）
- 氷見市有線テレビジョン放送[30]（ケーブルテレビ局）
  - 市内には北日本新聞、富山新聞の取材拠点が所在する。

## 姉妹都市・提携都市

### 国内
- 大町市（長野県）
  - 1972年11月20日姉妹都市提携
- 関市（岐阜県）
  - 1999年3月25日姉妹都市提携
- 金谷町（静岡県）（現島田市）
  - 1987年4月15日姉妹都市提携
- 高岡市（富山県）
  - 2005年12月1日高岡市と氷見市との防災相互応援協定書提携

### 海外
- 台湾（中華民国）高雄市鼓山区
  - 2020年12月5日友好交流都市協定締結[31][32]

## 地域

### 教育
下記リンクのとおり、1980年から2020年までの間、氷見市の小学校の数は半分以下に減少した。1992年に統廃合でできた小学校も2020年に再び統廃合されており、児童減少が続いている。

#### 小学校
| - 氷見市立朝日丘小学校 - 氷見市立灘浦小学校 - 氷見市立海峰小学校 | - 氷見市立上庄小学校 - 氷見市立窪小学校 | - 氷見市立湖南小学校 - 氷見市立十二町小学校 | - 氷見市立宮田小学校 - 氷見市立比美乃江小学校 |

#### 中学校
| - 氷見市立西條中学校 - 氷見市立十三中学校 | - 氷見市立南部中学校 - 氷見市立北部中学校 |

#### 義務教育学校
- 氷見市立西の杜学園

#### 高等学校
- 富山県立氷見高等学校（漫画『ほしのふるまち』の舞台）

#### 過去に存在した学校
小学校
中学校
高等学校

## 交通

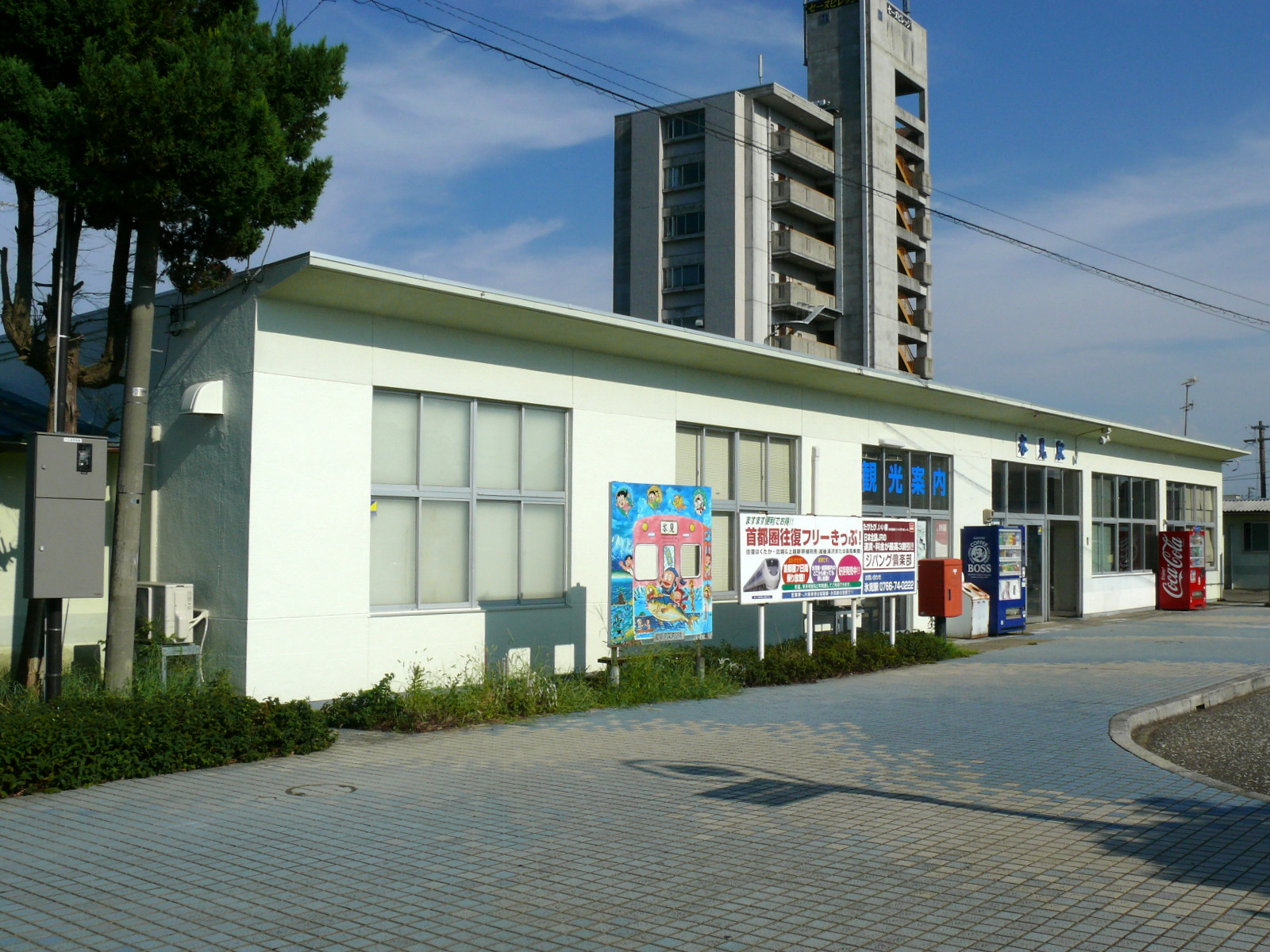
氷見駅

### 鉄道路線
西日本旅客鉄道（JR西日本）
- ■氷見線：島尾駅 - 氷見駅
- 中心となる駅：氷見駅

### バス
バスなど公共交通の結節点は、氷見駅前と、やや離れた氷見駅口（国道415号沿い）に分かれている。路線バスはこれらと高岡駅前や石川県七尾市との県境に近い市北部の脇地区などを結んでいる。氷見市街地周遊バスを含めて加越能バスが運行している。
このほか、北陸新幹線の新高岡駅前を含む高岡市と和倉温泉（七尾市）を結ぶ特急バス「わくライナー」が氷見市内（番屋街、阿尾の浦温泉、岩井戸温泉）を経由する。

### 道路
- 自動車専用道路
  - 能越自動車道　氷見南IC、氷見IC、氷見北IC、灘浦IC
- 一般国道
  - 国道160号
    - 氷見バイパス

  - 国道415号
- 都道府県道
  - 主要地方道
    - 富山県道・石川県道18号氷見田鶴浜線
    - 富山県道・石川県道29号高岡羽咋線
    - 富山県道64号高岡氷見線
    - 富山県道70号万尾脇方線
    - 富山県道・石川県道76号氷見惣領志雄線
- 道の駅
  - 氷見

## 名所・旧跡・観光スポット・祭事・催事

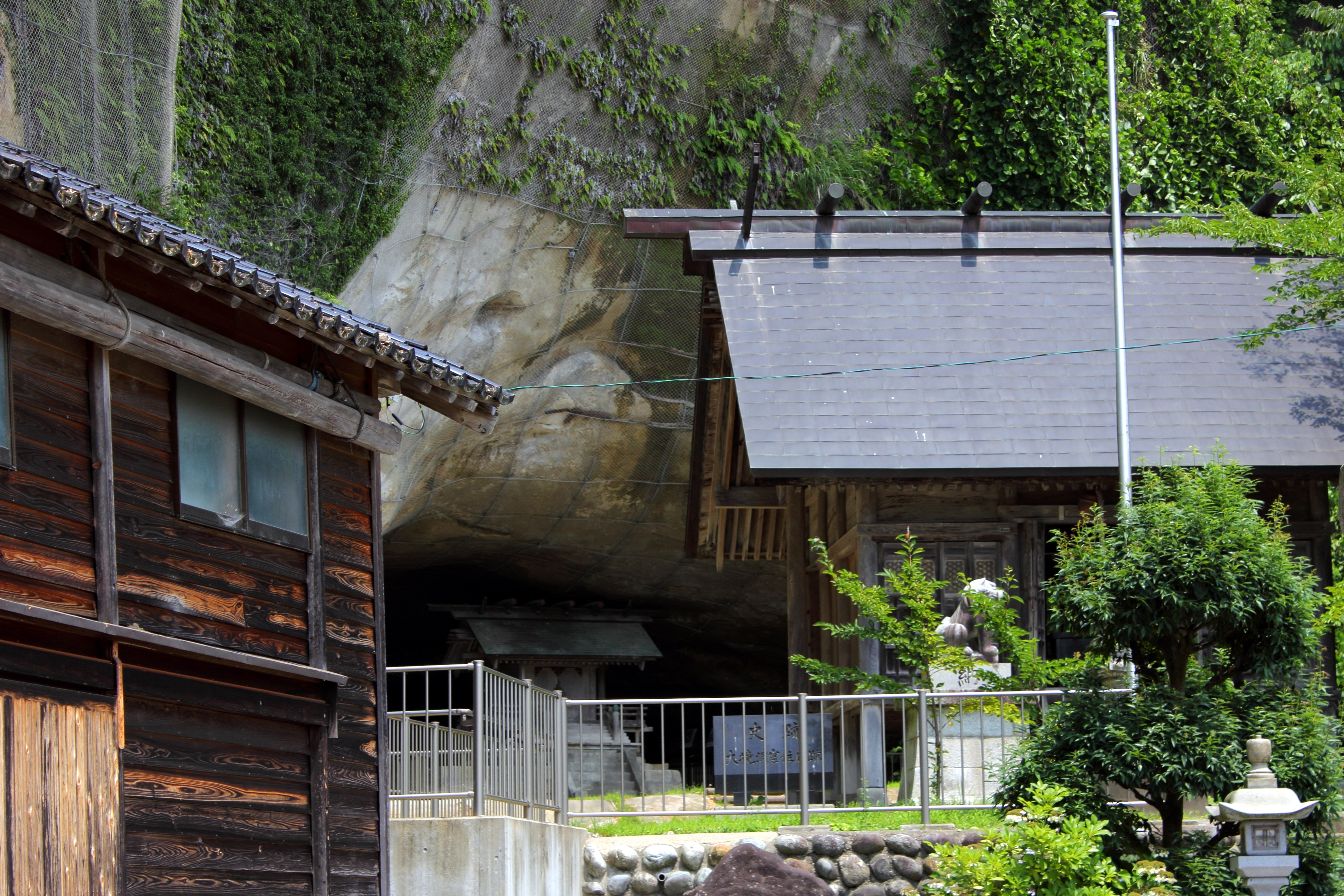
大境洞窟住居跡

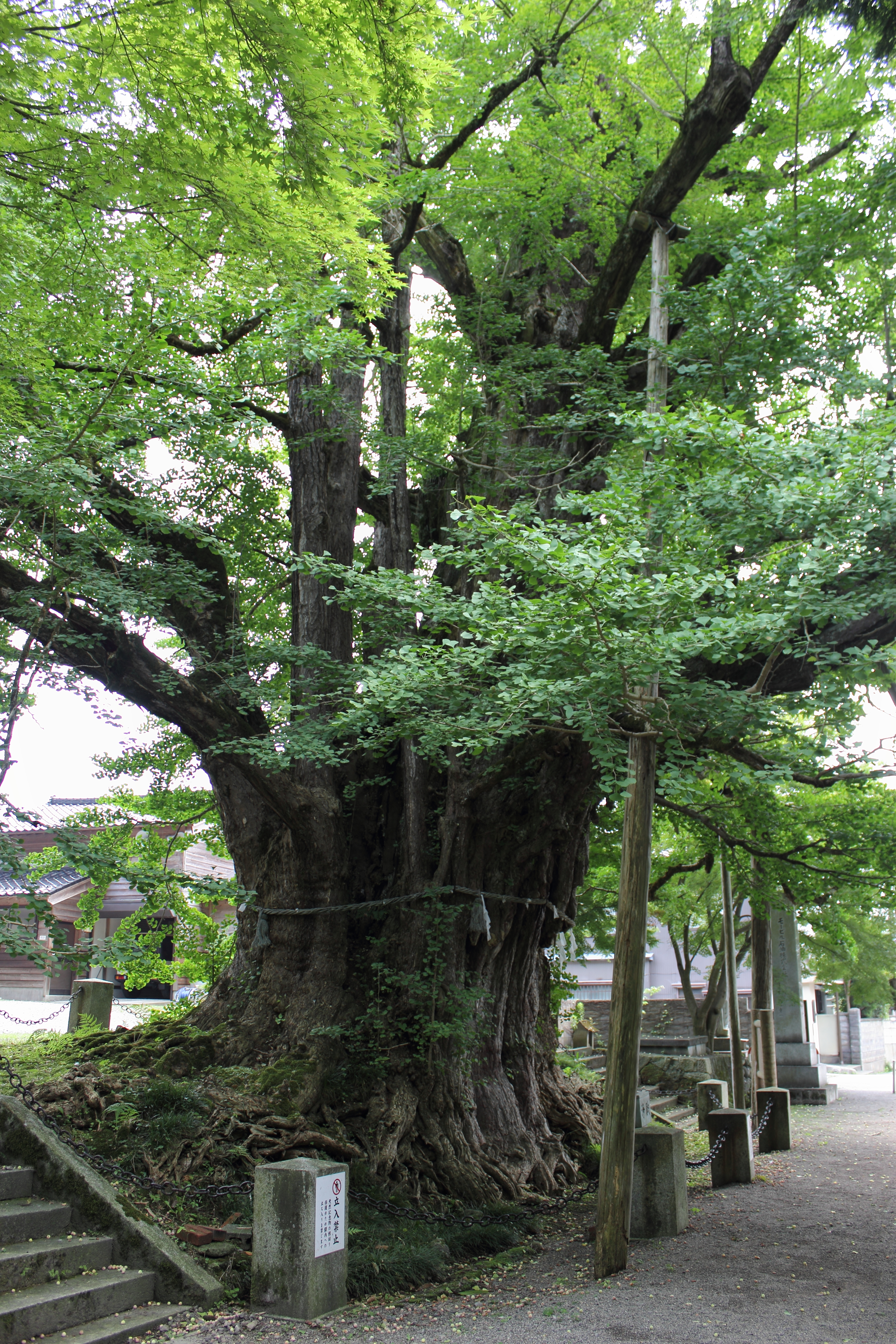
上日寺のイチョウ

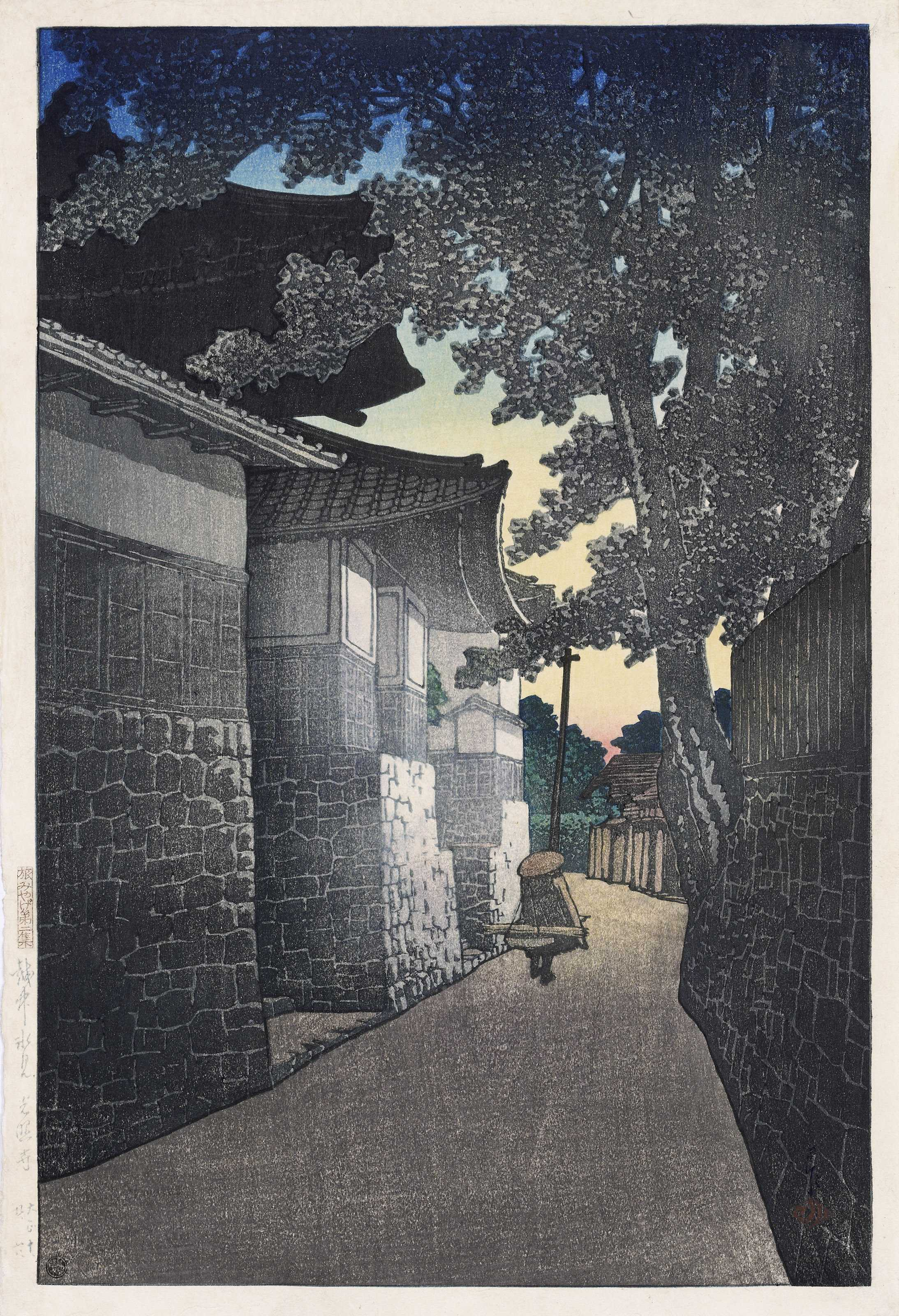
川瀬巴水「旅みやげ第二集」『越中 氷見 光照寺』大正10年（1921年）

- まるまげ祭（4月17日）
- ごんごん祭（4月17・18日）
- 氷見祇園祭（7月13・14日）
- ひみまつり（8月第1土・日曜）
- 阿尾城跡
- 朝日貝塚
- 大境洞窟住居跡
- 柳田布尾山古墳
- 虻ガ島
- 氷見漁港
- 道の駅氷見 (ひみ番屋街)
- 氷見市立博物館
- 氷見市芸術文化館
- 氷見市海浜植物園
- 氷見市藤子不二雄Ⓐまんがワールド - 比美町商店街を中心とする観光地区
  - 氷見市潮風ギャラリー 藤子不二雄Ⓐアートコレクション
  - 氷見のサカナ紳士録モニュメント
- 光禅寺 - 藤子不二雄Ⓐの生家
- 光久寺
- 氷見温泉郷(小規模な温泉地が多い)
  - 阿尾の浦温泉
  - 岩井戸温泉
  - 灘浦温泉
  - 九殿浜温泉
  - 指崎温泉
  - 栄和温泉
  - 松田江温泉
  - 神代温泉
  - 床鍋鉱泉
- 老谷の大椿
- 十二町潟水郷公園
- 十二町潟オニバス発生地
- 飯久保の瓢箪石
- 氷見あいやまガーデン
- ひみ獅子舞ミュージアム
- 上日寺のイチョウ

## 名物
- 氷見うどん
- 氷見鰤・氷見寒鰤 - 全国的に有名。市内で盛んなハンドボールで、球の代わりに鰤など魚のぬいぐるみを投げる「ハンぎょボール」が創始された[33]。
- 氷見牛
- 氷見鰯(みりん干しが有名)
- 氷見カレー - 現在の加盟店は21店舗。
- 寿司 - 寿司店として23軒ほどがある。
- きんつば -冠婚葬祭の菓子として定番。
- 氷見はとむぎ茶[34]。

## 著名な出身者
- 青野拓海（プロ野球選手、東北楽天ゴールデンイーグルス所属）
- 浅野総一郎（浅野財閥創始者）
- 石出宗秀（官僚）
- 今市子（漫画家）
- 海乃美月（元宝塚歌劇団月組トップ娘役）
- 海道衛秀（ハンドボール選手）
- 加納みゆき（女優）
- 鎌仲ひとみ（映画監督）
- 河内孝博（元北陸放送アナウンサー、現：声優）
- 義教(江戸時代、浄土真宗本願寺派の僧。西本願寺の教学トップ能化を務める。また弟子を多く育て、越中は「学国」と呼ばれるようになった。
- 蔵真墨（写真家）
- 黒瀬川進（元力士）
- 斎藤弥九郎（幕末期の剣術家）
- 高峯一愚（哲学者）
- 辻本俊夫（作詞家、「富山県民の歌」「氷見市民の歌」）
- 東海辰弥（元アメリカンフットボール選手）
- 堂故茂（政治家）
- 時津海正男（元力士）
- 中西智海（仏教学者）
- 松原地蔵尊（俳人）
- 萩山教嚴（政治家）
- 林正之（氷見市長）
- 早船愛子（ハンドボール選手）
- 氷見ヶ濱弥太郎（元力士）
- 藤子不二雄A（漫画家・氷見市名誉市民）
- 干場崇永（元プロ野球選手）
- 南弘（政治家 台湾総督、逓信大臣）
- もとひら了（元アニメ脚本家、現：浄土真宗僧侶）
- 江幡平三郎（IBC岩手放送アナウンサー）
- 浦野雄平（陸上競技選手）
- 国崎和也（ランジャタイ、お笑い芸人）
- 山田龍聖（プロ野球選手、読売ジャイアンツ所属）

## ゆかりの人物
- 王貞治（母親が氷見市出身）[35]
- 大橋穣（氷見市生まれ）
- 紺野美沙子（元TBSテレビ社員の夫が氷見市副市長）[35]

## 郵便番号・電話番号
- 郵便番号　935-XXXX（全市内）
- 電話番号　0766-XX-XXXX（全市内）